# Paspalidium paludivagum
Paspalidium paludivagum là một loài thực vật có hoa trong họ Hòa thảo. Loài này được (Hitchc. & Chase) Parodi mô tả khoa học đầu tiên năm 1939.